# Hoplopleura spicula
Hoplopleura spicula är en insektsart som beskrevs av Blagoveshtchensky 1972. Hoplopleura spicula ingår i släktet Hoplopleura och familjen gnagarlöss. Inga underarter finns listade i Catalogue of Life.